# Arthrodamaeus rosarius
Arthrodamaeus rosarius är en kvalsterart som beskrevs av Subías, Arillo och J. Subías 1997. Arthrodamaeus rosarius ingår i släktet Arthrodamaeus och familjen Gymnodamaeidae. Inga underarter finns listade i Catalogue of Life.